# إدوين بي فيشر
إدوين بي فيشر (بالإنجليزية: Edwin P. Fischer)‏ كان لاعب كرة مضرب أمريكي بدأ مسيرته كمحترف سنة 1891 وكان يلعب باليد اليمنى، اعتزل اللعب في 1900. كما أنه أحد أبطال الجراند سلام. أعلى تصنيف له في الفردي كان المركز الـ 5 في سنة 1896.

## النهائيات

### الزوجي المختلط (الألقاب 4)
| النتيجة | السنة | البطولة           | الأرضية | الشريك          | المنافس                         | النتيجة       |
| ------- | ----- | ----------------- | ------- | --------------- | ------------------------------- | ------------- |
| الفوز   | 1894  | البطولة الأمريكية | عشبية   | جولييت أتكينسون | مرس. مكفادن غوستاف ريماك جونيور | 6–3, 6–2, 6–1 |
| الفوز   | 1895  | البطولة الأمريكية | عشبية   | جولييت أتكينسون | إيمي آر وليامز مانتل فيلدينج    | 4–6, 8–6, 6–2 |
| الفوز   | 1896  | البطولة الأمريكية | عشبية   | جولييت أتكينسون | إيمي آر وليامز مانتل فيلدينج    | 6–2, 6–3, 6–3 |
| الفوز   | 1898  | البطولة الأمريكية | عشبية   | كاري نيلي       | هيلين تشابمان جاي أيه هيل       | 6–2, 6–4, 8–6 |

## روابط خارجية
- إدوين بي فيشر على موقع رابطة محترفي التنس (الإنجليزية)
- إدوين بي فيشر على موقع أرشيف التنس.كوم (الإنجليزية)